# At His Best (Rodríguez)
At His Best es un álbum recopilatorio del músico y compositor estadounidense Rodríguez. Fue editado como bootleg en 1977 por el sello australiano Blue Goose Music y distribuido exclusivamente en Australia y Nueva Zelanda. Incluye tres temas no editados antes.
Volvió a ser reeditado en Australia en 1986 y 1993.

## Lista de canciones
| N.º | Título                                              | Duración |  |
| 1.  | «Crucify Your Mind» (de Cold Fact)                  | 2:28     |  |
| 2.  | «Sugar Man» (de Cold Fact)                          | 3:45     |  |
| 3.  | «Sandrevan Lullaby» (de Coming from Reality)        | 6:35     |  |
| 4.  | «Inner City Blues» (de Cold Fact)                   | 3:23     |  |
| 5.  | «Can't Get Away»                                    | 3:53     |  |
| 6.  | «I Wonder» (de Cold Fact)                           | 2:30     |  |
| 7.  | «I'll Slip Away» (regrabación del sencillo de 1967) | 2:50     |  |
| 8.  | «Street Boy»                                        | 3:43     |  |
| 9.  | «Cause» (de Coming from Reality)                    | 5:24     |  |
| 10. | «Jane S Piddy» (de Cold Fact)                       | 2:51     |  |
| 11. | «Establishment Blues» (de Cold Fact)                | 2:04     |  |